# 杨国亮
杨国亮（1899年—2005年），男，四川邛崃人，中国皮肤病学家、医学教育家，曾任上海医科大学教授、博士生导师。